# Charles Le Boulanger
Pour les articles homonymes, voir Boulanger (homonymie).
Charles Le Boulanger, né le 20 janvier 1880 à Cerisy-la-Salle et mort le 29 juin 1929 à Touques (Calvados), est un poète de la Manche.

## Biographie
Après avoir habité Roncey et Notre-Dame-de-Cenilly, il se fixa à Coutances où il devint le représentant de la Maison Gires (négoce en gros de tissus et toiles). Ami de Louis Beuve, il écrivit un certain nombre de chansons et de poésies dans le patois du Coutançais qu'il avait appris à connaître. Celles-ci furent publiées à partir de 1902 dans la revue Le Bouais-Jan.
Ses œuvres, peu nombreuses, évoquent la vie rurale traditionnelle et les sentiments humains. Certaines furent rassemblées dans le recueil Ciz nous, préfacé par Léon Déries. Il était initialement constitué de sept poésies : « Les batt'ries d' s'rasin », « L'abat d' cochon », « La canchon du fein », « La déclaration », « Le pèlerinage », « Les poumyis fieuris » et « La Saint-Michi ». Un certain nombre de textes furent également publiés sous forme de cartes postales illustrées (imprimerie Lemasson, Saint-Lô). Parmi ces derniers, citons « La Messe de Meignyit », aussi rattaché par la carte à Ciz nous.

## Pour approfondir